# Маршалковска
Маршалко̀вска (на полски: Ulica Marszałkowska) е една от основните оживени улици в центъра на Варшава. Свързва площад „Банко̀ви“ на север с площад „У̀нии Любѐлскей“ на юг.

## История
Противно на известна градска легенда, според което улицата е кръстена на полския маршал Йозеф Пилсудски, името ѝ е дадено в чест на Франчишек Белински.
Улица „Маршалковска“ е основана от Франчишек Белински и е отворена през 1757 г. Тогава тя е много по-кратка от по-късно и минава едва между улиците „Крулѐвска“ и „Вѝдок“.
Улицата е почти изцяло разрушена по време на Варшавското въстание през 1944 г.

## Галерия

### Исторически снимки
- Улица „Маршалковска“ през 1867 г.
- Общ изглед около 1912
- Кръстовище на „Маршалковска“ с Алея Йерозолѝмске по време на германската окупация. Сградата зад трамвая е разрушена през 1939 г.
- Кратко след войната през 1945 г.

### Отличителни сгради (преди Втората световна война)
- Застрахователна компания „Рося“ през 1901 г.
- „Herse Tenment“ през 1904
- „Rothberg Tenment“ през 1914
- Маршалковска през 1914